# Рулетка
Вижте пояснителната страница за други значения на Рулетка.
Играта на рулетка е хазартна игра, която се играе в казино.

## История
Roulette е дума с френски произход, която означава малко колело. Счита се, че рулетката се появила за първи път във Франция. Според някои източници обаче тя е измислена в Китай, а впоследствие доминикански монаси, търгуващи с Китай, я пренасят в Европа. Най-ранната версия на рулетката, станала популярна в Европа през 1500 г. и била известна като карнавална игра, по време на която се въртял кръг. През 1657 г. известният френски математик Блез Паскал предлага много примитивна версия на рулетката. Той я счита за вторичен продукт на вечния двигател.
Смята се, че рулетката, както я познаваме в наши дни, е комбинация от английската игра с колело Reiner, Ace of Hearts, Roly-Poly, както и италианската игра на дъска, наречена Hoca and Biribi, и вече съществуващата френска игра на дъска с това наименование – Roulette. През 1739 година играта Roly-Poly е забранена в Обединеното кралство, както и много други хазартни игри. През следващите 50 – 60 години рулетката претърпява много изменения и трансформации до 1796 година, когато в Париж играта започва да се играе в настоящата ѝ форма и модерните колела на рулетката стават популярни в парижките казина. То е съдържало същите елементи като модерните колела на рулетката – черните и червените сектори, разположението на секторите от 1 по 36 около колелото и сектора 00 в американската рулетка (шансовете за успех при колело на рулетката със сектор 00 са по-благоприятни за казината, тъй като шансът за играчите на рулетка да загубят са по-големи). Единствената разлика е, че секторът 0 е бил червен цвят (въпреки че казината забраняват всички залагания на червено, в случай, че се падне нулата) и секторът 00 е бил черен (залаганията на черен цвят са губещи). По-късно, за да се премахне това объркване, те променят цветовете на секторите 0 и 00 на зелено.
През 1842 двамата братя близнаци, французите Франсоа и Луи Бланк, добавят 0 на колелото на рулетката, за да увеличат предимството на казиното. Рулетката била пренесена в САЩ в началото на XIX век и отново с цел да се увеличи преимуществото на казината пред играчите била добавена още една нула – 00. Някъде тази нула била заменена с американския орел. През 1800 г. в Нови Орлеан, щата Луизиана е открит първият игрален дом, в който има рулетка. В началото на XIX в. рулетката се разпространила навсякъде в Европа и САЩ и станала една от най-популярните игри в казината.
Легендата разказва, че Франсоа Бланк сключил сделка с дявола, за да получи тайните на рулетката. Това мнение се основава на факта, че ако се съберат всички числа на рулетката (от 1 до 36), се получава 666, известно като „Числото на Звяра“ и представляващо дявола.

## Основи на играта
Целта на играта е да се предвиди къде ще падне топчето в рулетката след завъртането ѝ. Играчите играят срещу казиното, представено от дилъра (крупието).
Всеки от играчите на масата залага върху определено число, определена комбинация от числа, както и върху вида (малки/големи числа) или цвета (червен/черен) на числото, в чийто сектор ще попадне топчето на рулетката. Секторите на рулетката са 37 или 38 в зависимост от това какъв тип е рулетката. В повечето казина в Европа рулетката има числата от 1 до 36, които през едно са черни и червени, плюс сектор за нулата (0), който е зелен. В САЩ обикновено има и още един сектор: двойна нула (00). Тази втора нула увеличава вероятността на казиното да спечели срещу играчите, тъй като, ако играчът заложи на червено/черно или четно/нечетно и се падне 0 – печели казиното. Ако при европейския тип рулетка предимството на казиното пред играчите е 2,7%, при варианта с двете нули то става 5,26%. Минималният размер на залога се определя от самото казино, като обикновено в едно и също казино има няколко маси с различни минимални залози. Играта започва, след като крупието завърти рулетката и пусне топчето в улея ѝ. Това става в посока, противоположна на посоката на въртене на самата рулетка. Играчите играят предимно с цветни чипове, като всеки един играч ползва определен цвят. След края на участието им (понякога и по време на него) тези чипове могат да се разменят за кеш чипове, върху които има изписана с цифри тяхната равностойност. Играчите могат да правят залози, докато крупието не обяви „Край на залаганията“ (англ.: No more bets; фр.: Rien ne va plus). След като въртящото се топче попадне в някои от секторите на колелото, крупието обявява числото и поставя на масата върху този номер маркер (англ.: dolly). След това събира загубилите залози и изплаща печалбите на спечелилите.
На игралната маса обикновено има 3 служебни лица. Инспектор, който стои на висок стол в началото на игралната маса до рулетката и съблюдава за правилата на играта, като понякога помага на дилъра в смятането на залозите; дилър, който върти самата рулетка и води играта; и събирач на чиповете, който стои до дилъра и подрежда събраните от масата чипове.

## Видове рулетка
Често хората си мислят, че има само един универсален вид рулетка, но това схващане далеч не е вярно. Играта има десетки разновидности, които са популярни в различните континенти и страни. Най-популярните видове рулетка са следните:
- Европейска рулетка – това е най-популярната разновидност на рулетката, която може да се открие в почти всяко казино;
- Френска рулетка – тя е много сходна и често бива бъркана с европейската, но при нея има една основна разлика. Когато направените залози имат шанс за победа 50/50 (черно/червено, четно/нечетно и т.н.) и се падне 0, играчът ще получи половината от своя залог. Тоест получава се един вид застраховка за залозите с шанс за победа 50%.
- Американска рулетка – тук основната разлика е в това, че освен традиционния нулев сектор (0) вече има още един допълнителен сектор от две нули (00). Това от своя страна увеличава шанса за печалба на казиното и намалява този на играча.
- Рулетка с две топчета – това е по-малко популярна разновидност на рулетката. Както подсказва името ѝ, тук съществената разлика е в това, че има две топчета. Залозите са стандартни както при другите видове и при положение че и двете топчета се спрат на вашия залог, печалбата се удвоява. При положение че уцелите само едното топче, то отново имате печеливш залог.

## Видове залози
Някои от играчите залагат на свои любими числа. Други – на няколко числа, за да увеличат шансовете си за печалба. Трети използват системи за залагания.
Залозите най-общо са няколко основни вида според това на какво се залага.
- Ако примерно играч заложи, че ще се падне само и единствено числото 10, това е залог straight-up. Чиповете (залогът) се поставят в центъра на полето с това число върху масата и ако се падне това число, залогът ще бъде изплатен в отношение 1:35.
- Split – сплит е, когато се заложи на две съседни числа. Залогът се поставя на линията, която ги дели. Печалбата е в отношение 1:17 към залога.
- Street – стрийт е, когато се заложи на ред от числа на игралната маса (3 числа). Залогът се поставя в началото на реда (върху най-външната за реда линия). Печалбата е в отношение 1:11.
- Corner – корнер е, когато се заложи на 4 съседни числа върху масата. Залогът се поставя на общия им ъгъл. Печалбата се изплаща в отношение 1:8.
- Six line – когато се заложи на 6 числа – 2 съседни реда. Изплаща се в отношение 1:5.
- Залагане на дузини. P – от 1 до 12, M – от 13 до 24, D – от 25 до 36. Залогът се поставя на отбелязаните места долу вляво или дясно и се изплаща в отношение 1:2.
- Залагане на колона. Залага се под колоните в отбелязаните места и се изплаща в отношение 1:2.

Може да се заложи и на сектори, които определят какъв според играча ще е видът на числото:
- Черно/Червено
- Четно/Нечетно
- Малки (1 – 18)/Големи (19 – 36)

Ако играчът познае, залогът ще се изплати в отношение 1:1.
- Комбинации от числа – Call bets

Ако разгледаме една рулетка, всички числа върху нея могат да се разделят на четири съседни сектора. Може да се заложи на всеки от тези сектори с определени комбинации. Тези залози се наричат call bets, а комбинациите от числа се наричат: Воазин ди Зеро, Орфълънс и Тиер.
1. Воазин ди Зеро (Voisins du Zero) – Залагат се 9 чипа. На 0/2/3 (Street) + 25/26/28/29 (Corner) по 2 чипа, 4/7 (Split) + 12/15 (Split) + 18/21 (Split) + 19/22 (Split) + 32/35 (Split) – по 1.
2. Тиер (Tiers du Cylindre) – Залагат се на 12 числа с 6 чипа – на 6 Split-а. 5/8 + 10/11 + 13/16 + 23/24 + 27/30 + 33/36 по 1.
3. Орфълънс (Orphelins) – Залагат се 5 чипа – На 4 Split-a (6/9 + 14/17 + 17/20 + 31/34) + 1 Straight-up (на 1)

Call bets не е необходимо да се нареждат по масата. Играчът директно заявява на крупието залога си. Примерно Voisin by 5 /воазин бай файв/ и това букв. означава „залагам на комбинацията воазин по 5 за всеки чип“. Дилърът трябва да повтори обявата, с което потвърждава, че я е приел.
По-долу ще откриете таблица, която показва вероятността на всеки вид залог да се падне при игра на европейска рулетка:
| Залози                             | Вероятност | Изплащане |
| ---------------------------------- | ---------- | --------- |
| 6 числа – комбиниран залог         | 16,20%     | 5 към 1   |
| 4 числа – комбиниран залог         | 10,80%     | 8 към 1   |
| 3 числа – комбиниран залог         | 8,10%      | 11 към 1  |
| 2 числа – комбиниран залог         | 5,40%      | 17 към 1  |
| Залог на число (Straight-Up залог) | 2,70%      | 35 към 1  |
| 3-та 12                            | 32,40%     | 2 към 1   |
| 2-ра 12                            | 32,40%     | 2 към 1   |
| 1-ва 12                            | 32,40%     | 2 към 1   |
| 19 до 36                           | 48,6%      | 1 към 1   |
| 1 до 18                            | 48,6%      | 1 към 1   |
| Нечетно                            | 48,6%      | 1 към 1   |
| Четно                              | 48,6%      | 1 към 1   |
| Черно                              | 48,6%      | 1 към 1   |
| Червено                            | 48,6%      | 1 към 1   |